# 2025年スペイングランプリ
2025年スペイングランプリ（英: 2025 Spanish Grand Prix、正式名称: Formula 1 Aramco Gran Premio de España 2025）は、2025年のF1世界選手権の第9戦として、2025年6月1日にカタロニア・サーキットで開催された。
本項目に記載されている時刻は全て現地時間（CEST / UTC+2）。

## 背景
タイヤ
ピレリが持ち込んだドライ用タイヤのコンパウンドはハード（白）：C1、ミディアム（黄）：C2、ソフト（赤）：C3のハード寄りの組み合わせ。
| ドライ用   | ドライ用       | ドライ用   | ウェット用           | ウェット用   |
| C1         | C2             | C3         | インターミディエイト | フルウェット |
| ---------- | -------------- | ---------- | -------------------- | ------------ |
| （ハード） | （ミディアム） | （ソフト） | （小雨用）           | （大雨用）   |
DRS：2箇所
※（　）内は検知ポイント。
- DRS1：ターン9より40m先から（ターン9より86m手前）
- DRS2：ターン14より162m先から（セーフティカーライン1）

フレキシブルウィングの規制強化
本GPからフロントウィングのフラップ部分に荷重がかかった際のたわみ許容量が15mm以下から10mm以下に変更される。
カタロニア・サーキットでのスペインGP開催について
スペインGPは翌2026年からマドリードに新設される半市街地コースの「マドリンク」に移る予定となっている。一方、カタロニアとの契約も翌2026年まで残っているが、2026年以降スペインGPの名称で開催されるのはマドリンクとなるため、カタロニアでスペインGPが開催されるのは本年が最後となる。カタロニア側は翌年以降の開催継続を目指し、スペインの英雄フェルナンド・アロンソをアンバサダーに迎えたが、開催週の時点で来季のカタロニアでの開催については不明であった。開催終了後の6月10日、2026年についてはスペイン国内で2レースが開催されることになった。なお、カタロニアでのレースについては同サーキットで開催されているFIMロードレース世界選手権（MotoGP）と同じ「カタルーニャGP」の名称となる可能性が高いとされている。
特別カラーリング
- マクラーレン：前戦モナコGPに引き続き、チーム初勝利を挙げたマシンM7Aに似せたカラーリングをMCL39に施す。
- アルピーヌ：アルピーヌのブランド設立70周年を記念し、A525に70周年の記念ロゴが付けられ、トリコロールに記念ロゴのスペシャルデザインをレーシングスーツに施す。
- キック・ザウバー：グリーンとブラックのベースカラーを維持し、ピクセルモチーフを使用したデザインをC45に施す。

角田裕毅の日本人F1ドライバー最多出走記録
- 角田は本GPの決勝をスタートすれば出走数が96戦目に達し、片山右京を抜いて日本人F1ドライバー最多出走の単独記録保持者となる。

## エントリー
フリープラクティスドライバー
- ハース：リザーブドライバーの平川亮が、エステバン・オコンに代わってFP1に参加する。平川はハースに移ってから2回目のFP1参加となる。
- ウィリアムズ：育成プログラムのウィリアムズ・ドライバー・アカデミーに所属し、FIA F2選手権に参戦中のビクター・マルタンスがFP1に参加する。マルタンスは初のFP1参加となる。

## フリー走行

### FP1
2025年5月30日 13:30
（特記のない出典：）
- 気温30度、路面温度48度、晴、ドライ

平川亮とビクター・マルタンスがこのセッションに参加した。平川はターン10でグラベルに飛び出したが自力にコースへ戻り、以後は順調な走行をこなした。ランド・ノリスが2番手のマックス・フェルスタッペンに0.3秒差でトップタイムを記録した。

### FP2
2025年5月30日 17:00
（特記のない出典：）
- 気温31度、路面温度47度、晴、ドライ

オスカー・ピアストリが2番手のジョージ・ラッセルに約0.3秒差でトップタイムを記録した。

### FP3
2025年5月31日 12:30 
（特記のない出典：）
- 気温29度、路面温度44度、晴、ドライ

ピアストリがチームメイトのノリスに0.526秒の大差をつけてトップタイムを記録した。角田裕毅は14番手で、レーシングブルズ勢（アイザック・ハジャーが6番手、リアム・ローソンが10番手）にも劣る苦しい状況が続いている。

### 各セッションの順位
| 順位   | ドライバー         | コンストラクター | タイム   |
| ------ | ------------------ | ---------------- | -------- |
| 1      | L.ノリス           | マクラーレン     | 1:13.718 |
| 2      | M.フェルスタッペン | レッドブル       | 1:14.085 |
| 3      | L.ハミルトン       | フェラーリ       | 1:14.096 |
| 4      | C.ルクレール       | フェラーリ       | 1:14.238 |
| 5      | O.ピアストリ       | マクラーレン     | 1:14.294 |
| 出典： |                    |                  |          |

| 順位   | ドライバー         | コンストラクター | タイム   |
| ------ | ------------------ | ---------------- | -------- |
| 1      | O.ピアストリ       | マクラーレン     | 1:12.760 |
| 2      | G.ラッセル         | メルセデス       | 1:13.046 |
| 3      | M.フェルスタッペン | レッドブル       | 1:13.070 |
| 4      | L.ノリス           | マクラーレン     | 1:13.070 |
| 5      | C.ルクレール       | フェラーリ       | 1:13.260 |
| 出典： |                    |                  |          |

| FP3 \| 順位 \| ドライバー \| コンストラクター \| タイム \| \| ---------- \| ------------------ \| ---------------- \| -------- \| \| 1 \| O.ピアストリ \| マクラーレン \| 1:12.387 \| \| 2 \| L.ノリス \| マクラーレン \| 1:12.913 \| \| 3 \| C.ルクレール \| フェラーリ \| 1:13.130 \| \| 4 \| G.ラッセル \| メルセデス \| 1:13.139 \| \| 5 \| M.フェルスタッペン \| レッドブル \| 1:13.375 \| \| 出典：[22] \| \| \| \| | - 注: いずれもトップ5まで掲載。 |                  |          |
| 順位 | ドライバー                      | コンストラクター | タイム   |
| 1 | O.ピアストリ                    | マクラーレン     | 1:12.387 |
| 2 | L.ノリス                        | マクラーレン     | 1:12.913 |
| 3 | C.ルクレール                    | フェラーリ       | 1:13.130 |
| 4 | G.ラッセル                      | メルセデス       | 1:13.139 |
| 5 | M.フェルスタッペン              | レッドブル       | 1:13.375 |
| 出典： |                                 |                  |          |

## 予選
2025年5月31日 16:00
（特記のない出典：）
- 気温29度、路面温度34度、晴、ドライ

オスカー・ピアストリが今季4回目のポールポジションを獲得した。0.2秒差の2番手にチームメイトのランド・ノリスが続き、マクラーレンがフロントローを独占した。マックス・フェルスタッペンとジョージ・ラッセルは同じタイムを記録したが、先にタイムを記録したフェルスタッペンが3番手、ラッセルが4番手となった。
角田裕毅はQ1最初のアタックを19番手で終えてピットに戻り、フロアのチェックを行って2度目のアタックに臨んだがスピードはなく、最下位に沈んでしまった。フランコ・コラピントはQ1の2度目のアタックに臨もうとしたがファストレーンでマシントラブルが発生してしまいアタックできず、角田より1つ上の19番手でQ1敗退となった。
予選終了後、ランス・ストロールは2年前に手術した古傷の痛みが6週間前から再発し、再手術と療養が必要となったため欠場を決めた。アストンマーティンはフェルナンド・アロンソのみ決勝に参加する。

### 予選結果
| 順位                                            | No. | ドライバー                     | コンストラクター                        | Q1       | Q2       | Q3       | Grid |
| ----------------------------------------------- | --- | ------------------------------ | --------------------------------------- | -------- | -------- | -------- | ---- |
| 1                                               | 81  | オスカー・ピアストリ           | マクラーレン-メルセデス                 | 1:12.551 | 1:11.998 | 1:11.546 | 1    |
| 2                                               | 4   | ランド・ノリス                 | マクラーレン-メルセデス                 | 1:12.799 | 1:12.056 | 1:11.755 | 2    |
| 3                                               | 1   | マックス・フェルスタッペン     | レッドブル-ホンダ・RBPT                 | 1:12.798 | 1:12.358 | 1:11.848 | 3    |
| 4                                               | 63  | ジョージ・ラッセル             | メルセデス                              | 1:12.806 | 1:12.407 | 1:11.848 | 4    |
| 5                                               | 44  | ルイス・ハミルトン             | フェラーリ                              | 1:13.058 | 1:12.447 | 1:12.045 | 5    |
| 6                                               | 12  | アンドレア・キミ・アントネッリ | メルセデス                              | 1:12.815 | 1:12.585 | 1:12.111 | 6    |
| 7                                               | 16  | シャルル・ルクレール           | フェラーリ                              | 1:13.014 | 1:12.495 | 1:12.131 | 7    |
| 8                                               | 10  | ピエール・ガスリー             | アルピーヌ-ルノー                       | 1:13.081 | 1:12.611 | 1:12.199 | 8    |
| 9                                               | 6   | アイザック・ハジャー           | レーシングブルズ-ホンダ・RBPT           | 1:13.139 | 1:12.461 | 1:12.252 | 9    |
| 10                                              | 14  | フェルナンド・アロンソ         | アストンマーティン・アラムコ-メルセデス | 1:13.102 | 1:12.523 | 1:12.284 | 10   |
| 11                                              | 23  | アレクサンダー・アルボン       | ウィリアムズ-メルセデス                 | 1:13.044 | 1:12.641 | n/a      | 11   |
| 12                                              | 5   | ガブリエル・ボルトレト         | キック・ザウバー-フェラーリ             | 1:13.045 | 1:12.756 | n/a      | 12   |
| 13                                              | 30  | リアム・ローソン               | レーシングブルズ-ホンダ・RBPT           | 1:13.039 | 1:12.763 | n/a      | 13   |
| 14                                              | 18  | ランス・ストロール             | アストンマーティン・アラムコ-メルセデス | 1:13.038 | 1:13.058 | n/a      | WD 1 |
| 15                                              | 87  | オリバー・ベアマン             | ハース-フェラーリ                       | 1:13.074 | 1:13.315 | n/a      | 14   |
| 16                                              | 27  | ニコ・ヒュルケンベルグ         | キック・ザウバー-フェラーリ             | 1:13.190 | n/a      | n/a      | 15   |
| 17                                              | 31  | エステバン・オコン             | ハース-フェラーリ                       | 1:13.201 | n/a      | n/a      | 16   |
| 18                                              | 55  | カルロス・サインツ             | ウィリアムズ-メルセデス                 | 1:13.203 | n/a      | n/a      | 17   |
| 19                                              | 43  | フランコ・コラピント           | アルピーヌ-ルノー                       | 1:13.334 | n/a      | n/a      | 18   |
| 20                                              | 22  | 角田裕毅                       | レッドブル-ホンダ・RBPT                 | 1:13.385 | n/a      | n/a      | PL 2 |
| 107% time（Q1のトップタイムから107%）: 1:27.259 |     |                                |                                         |          |          |          |      |
| 出典:                                           |     |                                |                                         |          |          |          |      |

追記
- ^1 - ストロールは手と手首の痛みを訴え、予選終了後に手術が必要と判明したため決勝を欠場[24][27]。
- ^2 - 角田はパルクフェルメ下でサスペンションのセッティング変更と、仕様が異なるフロントウィングに交換したため、決勝はピットレーンスタート[28][29]。

## 決勝
2025年6月1日 15:00
（特記のない出典：）
- 気温30度、路面温度49度、晴、ドライ

オスカー・ピアストリがポール・トゥ・ウィンで今季5勝目、ランド・ノリスが2位でマクラーレンが1-2フィニッシュを達成した。マックス・フェルスタッペンはスタート直後にノリスを抜いて唯一マクラーレン勢に抵抗を見せたが、55周目にアンドレア・キミ・アントネッリがマシントラブルに見舞われてグラベルにマシンを止めたことによりセーフティカーが導入されてからは形勢が悪化する。マクラーレン勢をはじめとした上位勢がソフトタイヤに交換していく中、フェルスタッペンはハードタイヤに交換しなければならず、レースが再開されると後方を走るシャルル・ルクレールにホームストレートで抜かれ、その直後にジョージ・ラッセルにも抜かれかかるとターン2をショートカットして順位をキープしたため、ラッセルに順位を戻す必要があった。そのためフェルスタッペンは順位を戻す動きを見せるも、ラッセルと接触。これにより10秒ペナルティが科せられ、5位から10位へ降着。さらにペナルティポイントが3点加算され、現時点での累積点数が11に達したため、出場停止まであと1点となってしまった。
フェルスタッペンのペナルティにより5位に繰り上がったのはキック・ザウバーのニコ・ヒュルケンベルグで、レース終盤にはルイス・ハミルトンを抜く大健闘を見せた。ランス・ストロールの欠場により1台のみの参加となったアストンマーティンのフェルナンド・アロンソは9位入賞を果たし、母国グランプリでようやく今季初ポイントを獲得した。ピットレーンスタートの角田裕毅は4ストップを敢行したが、13位に終わった。

### レース結果
| 順位                                                          | No. | ドライバー                     | コンストラクター                        | 周回数 | タイム/リタイア原因 | Grid | Pts. |
| ------------------------------------------------------------- | --- | ------------------------------ | --------------------------------------- | ------ | ------------------- | ---- | ---- |
| 1                                                             | 81  | オスカー・ピアストリ           | マクラーレン-メルセデス                 | 66     | 1:32:57.375         | 1    | 25   |
| 2                                                             | 4   | ランド・ノリス                 | マクラーレン-メルセデス                 | 66     | +2.471              | 2    | 18   |
| 3                                                             | 16  | シャルル・ルクレール           | フェラーリ                              | 66     | +10.455             | 7    | 15   |
| 4                                                             | 63  | ジョージ・ラッセル             | メルセデス                              | 66     | +11.359             | 4    | 12   |
| 5                                                             | 27  | ニコ・ヒュルケンベルグ         | キック・ザウバー-フェラーリ             | 66     | +13.648             | 15   | 10   |
| 6                                                             | 44  | ルイス・ハミルトン             | フェラーリ                              | 66     | +15.508             | 5    | 8    |
| 7                                                             | 6   | アイザック・ハジャー           | レーシングブルズ-ホンダ・RBPT           | 66     | +16.022             | 9    | 6    |
| 8                                                             | 10  | ピエール・ガスリー             | アルピーヌ-ルノー                       | 66     | +17.882             | 8    | 4    |
| 9                                                             | 14  | フェルナンド・アロンソ         | アストンマーティン・アラムコ-メルセデス | 66     | +21.564             | 10   | 2    |
| 10                                                            | 1   | マックス・フェルスタッペン     | レッドブル-ホンダ・RBPT                 | 66     | +21.826 1           | 3    | 1    |
| 11                                                            | 30  | リアム・ローソン               | レーシングブルズ-ホンダ・RBPT           | 66     | +25.532             | 13   |      |
| 12                                                            | 5   | ガブリエル・ボルトレト         | キック・ザウバー-フェラーリ             | 66     | +25.996             | 12   |      |
| 13                                                            | 22  | 角田裕毅                       | レッドブル-ホンダ・RBPT                 | 66     | +28.822             | PL   |      |
| 14                                                            | 55  | カルロス・サインツ             | ウィリアムズ-メルセデス                 | 66     | +29.309             | 17   |      |
| 15                                                            | 43  | フランコ・コラピント           | アルピーヌ-ルノー                       | 66     | +31.381             | 18   |      |
| 16                                                            | 31  | エステバン・オコン             | ハース-フェラーリ                       | 66     | +32.197             | 16   |      |
| 17                                                            | 87  | オリバー・ベアマン             | ハース-フェラーリ                       | 66     | +37.065 2           | 14   |      |
| Ret                                                           | 12  | アンドレア・キミ・アントネッリ | メルセデス                              | 53     | エンジン            | 6    |      |
| Ret                                                           | 23  | アレクサンダー・アルボン       | ウィリアムズ-メルセデス                 | 27     | 接触ダメージ        | 11   |      |
| WD                                                            | 18  | ランス・ストロール             | アストンマーティン・アラムコ-メルセデス |        | 負傷                | 20   |      |
| 優勝スピード（勝者ピアストリの平均速度）: 198.310 km/h        |     |                                |                                         |        |                     |      |      |
| ファステストラップ: オスカー・ピアストリ - 1:15.743（61周目） |     |                                |                                         |        |                     |      |      |
| 出典:                                                         |     |                                |                                         |        |                     |      |      |

追記
- ^1 - フェルスタッペンはターン5でラッセルと接触した件の責任を問われ、10秒のタイムペナルティ（ペナルティ未消化のため、レースタイムに10秒加算）とペナルティポイント3点（累積11点）が科せられた[35]。
- ^2 - ベアマンはターン1のコース外でローソンを抜いてアドバンテージを得たため、10秒のタイムペナルティ（ペナルティ未消化のため、レースタイムに10秒加算）が科せられた[36]。

ラップリーダー
※太字は最多ラップリーダー
- オスカー・ピアストリ - 60周 (1-22, 29-66)
- マックス・フェルスタッペン - 6周 (23-28)

## 主な記録
（特記のない出典：）

### ドライバー
- 100戦目のラップリーダー：マックス・フェルスタッペン - 史上4人目[39]
- 日本人F1ドライバー最多出走（96戦目）：角田裕毅 - 片山右京（95戦）を上回る最多記録[40]。

### コンストラクター
- 170回目のポールポジション：マクラーレン

## 第9戦終了時点のランキング
|       | 順位 | ドライバー                 | ポイント |
| ----- | ---- | -------------------------- | -------- |
|       | 1    | オスカー・ピアストリ       | 186      |
|       | 2    | ランド・ノリス             | 176      |
|       | 3    | マックス・フェルスタッペン | 137      |
|       | 4    | ジョージ・ラッセル         | 111      |
|       | 5    | シャルル・ルクレール       | 94       |
| 出典: |      |                            |          |

|       | 順位 | コンストラクター        | ポイント |
| ----- | ---- | ----------------------- | -------- |
|       | 1    | マクラーレン-メルセデス | 362      |
| 2     | 2    | フェラーリ              | 165      |
| 1     | 3    | メルセデス              | 159      |
| 1     | 4    | レッドブル-ホンダ・RBPT | 144      |
|       | 5    | ウィリアムズ-メルセデス | 54       |
| 出典: |      |                         |          |

- 注：いずれもトップ5まで掲載。